# Alcaraz
Alcaraz è un comune spagnolo situato nella comunità autonoma di Castiglia-La Mancia.

## Geografia fisica
Il paese è posto sul colle di San Cristobal ai piedi della Sierra de Alcaraz, prolungamento orientale della Sierra Morena. È detta "Llave de España y cabeza de toda Extremadura" (Chiave di Spagna e testa dell'Estremadura) per la sua posizione geografica.

## Storia
Le sue origini storiche sono musulmane, gli Arabi infatti vi risiedettero e costruirono le mura e un castello sulla collina che domina il centro abitato, unica testimonianza della dominazione popolazione araba, che si dedicava alla produzione di tappeti.
Nel 1213, dopo un lungo assedio, la conquistò Alfonso VIII re di Castiglia che ne fece un caposaldo di una linea difensiva che fronteggiava Murcia, Granada e il Mediterraneo. Qui si incontrarono nel 1265 Alfonso il Saggio re di Castiglia e Giacomo I il Conquistatore re d'Aragona per stringere il patto d'alleanza nella lotta contro i Musulmani.

## Patrimonio artistico
Il titolo e i privilegi di "città" le vennero dati nel secolo XVI essendo precedentemente soltanto dominio reale ma con voto alle Cortes. Dopo la conquista di Granada nel 1492 perse il valore strategico nella lotta contro i Mori e nella zona che era stata di frontiera nacquero e fiorirono altre città. A risollevarla dalla decadenza fu la produzione di un apogeo culturale ed artistico ispirato dall'Umanesimo e dal Rinascimento italiano che si produsse nel secolo XVI e si sostanziò nella costruzione della Plaza Mayor progettata dal grande architetto e scultore Andrés Vandaelvira (1509-1575) nativo di Alcaraz.
Alcaraz, già parte della provincia di Murcia nel secolo XIX diventò parte provincia di Albacete nella quale è tuttora.
Sulla Plaza Mayor, solenne e sobria considerata una delle più belle della regione, si affacciano gli edifici più importanti del centro: la Iglesia de la Santísima Trinidad di stile gotico del 1846, El Posito, granaio municipale con due piani ad archi del 1592, El Tarda, campanile della chiesa, la Torre de la Trinidad rinascimentale, l'Ayuntamiento del 1588, la Lonja del Corregidor o di Santo Domingo costruita nel 1518 e modificata nel XVIII secolo che era appoggiata al distrutto convento domenicano, il Monasterio Maria Magdalena dei secoli XVI-XVIII, la Puerta de Aduana che si apre sulla "calle Mayor" sulla quale si trovano palazzi e case dei secoli dal XV al XVIII secolo. 
Altri monumenti da notare sono la Carniceria del Cinquecento, l'Arco de la Zapateria dello stesso secolo; della chiesa di San Michele Arcangelo dei secoli XVII-XVIII si conserva solo la cappella funeraria. La Casa de los Galianos rinascimentale ha sulla facciata le statue di due guerrieri.
A 6 km, su una collina, si trova il Santuario de Nuestra Seńora de Cortes del XVIII secolo ma le sue origini risalgono al 1222. Contiene molte immagini della Madonna fra cui quella in legno qui venerata è medioevale tardo-romanica.